# Astaena sparsesetosa
Astaena sparsesetosa är en skalbaggsart som beskrevs av Frey 1976. Astaena sparsesetosa ingår i släktet Astaena och familjen Melolonthidae. Inga underarter finns listade.